# Csíkoshasú hangyászpitta
A csíkoshasú hangyászpitta (Hylopezus perspicillatus) a madarak osztályának verébalakúak (Passeriformes) rendjébe és a hangyászpittafélék (Grallariidae) családjába tartozó  faj.
A magyar neve forrással nincs megerősítve. 

## Rendszerezése
A fajt George Newbold Lawrence amerikai ornitológus írta le 1861-ben, a Grallaria nembe Grallaria perspicillata néven.

## Alfajai
- Hylopezus perspicillatus intermedius (Ridgway, 1884)
- Hylopezus perspicillatus lizanoi (Cherrie, 1891)
- Hylopezus perspicillatus pallidior Todd, 1919
- Hylopezus perspicillatus periophthalmicus (Salvadori & Festa, 1898)
- Hylopezus perspicillatus perspicillatus (Lawrence, 1861)[2]

## Előfordulása
Costa Rica, Honduras, Nicaragua, Panama, Ecuador és Kolumbia területen honos. Természetes élőhelyei a szubtrópusi és trópusi síkvidéki esőerdők. Állandó, nem vonuló faj.

## Megjelenése
Testhossza 12 centiméter.
|  |

## Természetvédelmi helyzete
Az elterjedési területe rendkívül nagy, egyedszáma ugyan csökken, de még nem éri el a kritikus szintet. A Természetvédelmi Világszövetség Vörös listáján nem fenyegetett fajként szerepel.